# Ayrton Badovini

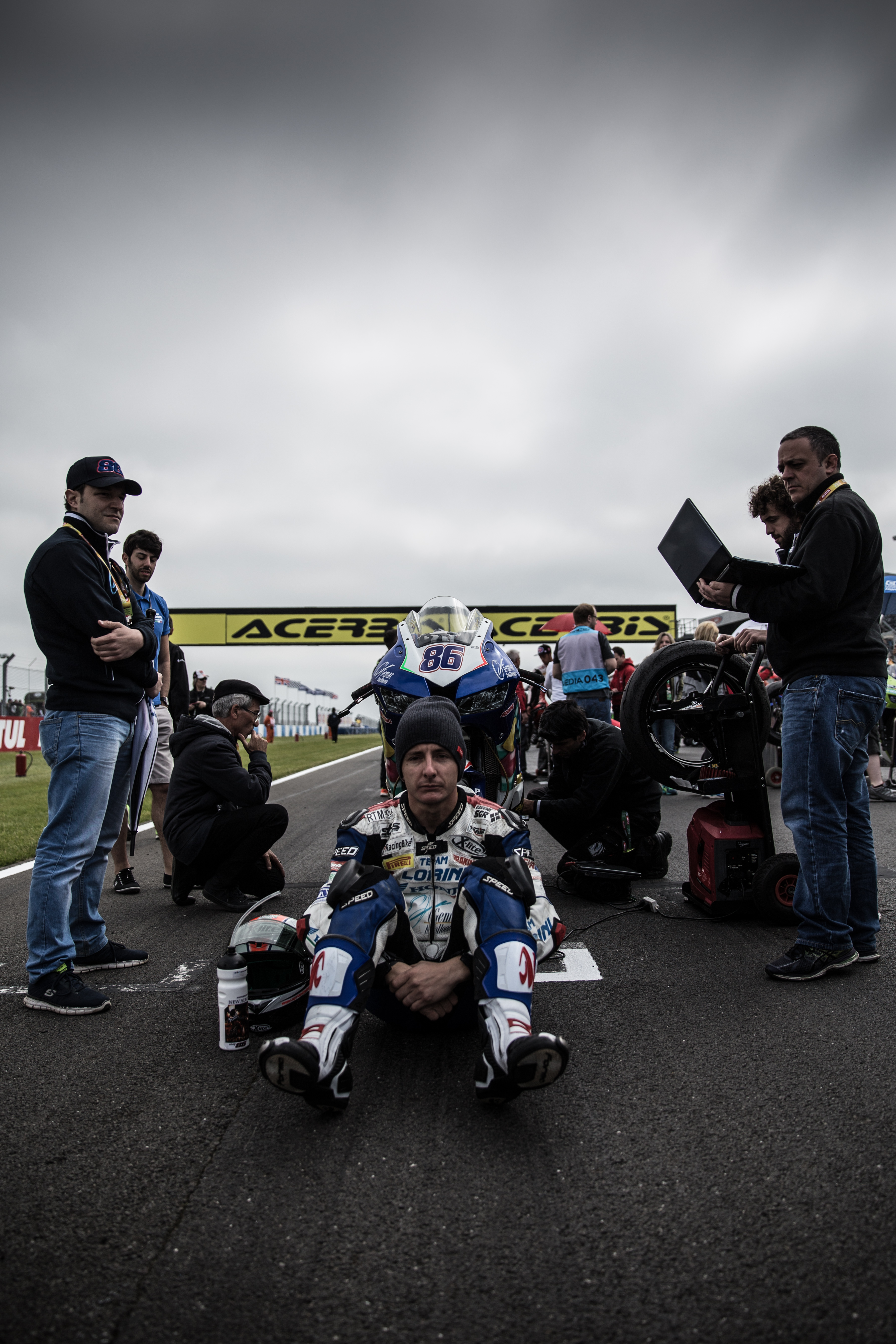
Ayrton Badovini op Donington Park in 2016.

Ayrton Badovini (Biella, 31 mei 1986) is een Italiaans motorcoureur. In 2010 werd hij kampioen in de FIM Superstock 1000 Cup.

## Carrière
Badovini begon zijn motorsportcarrière in de minibikes, waarin hij in 1996 kampioen werd in de nationale Junior A-klasse. In 2001 maakte hij de overstap naar het wegrace en werd hierin vijfde in de Aprilia Challenger 125. In 2002 stapte hij over naar viertaktmotoren kwam uit in een Ducati 748-klasse. Hij won hier twee races en werd derde in de eindstand, waarmee hij tevens de trofee won voor de beste coureur jonger dan 23 jaar.
In 2003 maakte hij zijn debuut in het Europees kampioenschap Superstock op een Ducati. Hij kwam enkel in de laatste twee races van het seizoen tot scoren, met een twaalfde plaats in de seizoensfinale op het Circuit Magny-Cours als hoogtepunt. Met 7 punten eindigde hij op plaats 24 in het kampioenschap. In 2004 scoorde hij regelmatiger, maar hij kwam nog steeds niet verder dan een twaalfde plek in de races, waar hij vier keer wist te eindigen. Met 21 punten verbeterde hij zichzelf naar de achttiende plaats in het klassement. In 2005 veranderde de klasse van naam naar de FIM Superstock 1000 Cup, waarin Badovini ditmaal op een MV Agusta in uitkwam. Hij wist dat jaar voor het eerst in de top 10 te finishen, met een vijfde plaats op het TT-Circuit Assen als beste resultaat. Met 45 punten werd hij twaalfde in de rangschikking.
In 2006 reed Badovini wederom voor MV Agusta in de FIM Superstock 1000 Cup. Hij kende een sterk seizoen met zes podiumplaatsen in de eerste zes races, waaronder zijn eerste overwinning op het Automotodrom Brno. Hij werd hiermee de eerste coureur sinds Giacomo Agostini in de Grand Prix van Duitsland 1976 die op een MV Agusta een race in een wereldkampioenschap wist te winnen. Met 120 punten werd hij achter Alessandro Polita, Claudio Corti en Luca Scassa vierde in de eindstand. In 2007 kende hij een zwaarder seizoen met vijf uitvalbeurten in de eerste zeven races. Aan het eind van het jaar ging het beter, met een podiumfinish op het Autodromo Vallelunga en een zege in de laatste race op Magny-Cours. Met 67 punten werd hij negende in het klassement als de beste MV Agusta-coureur.

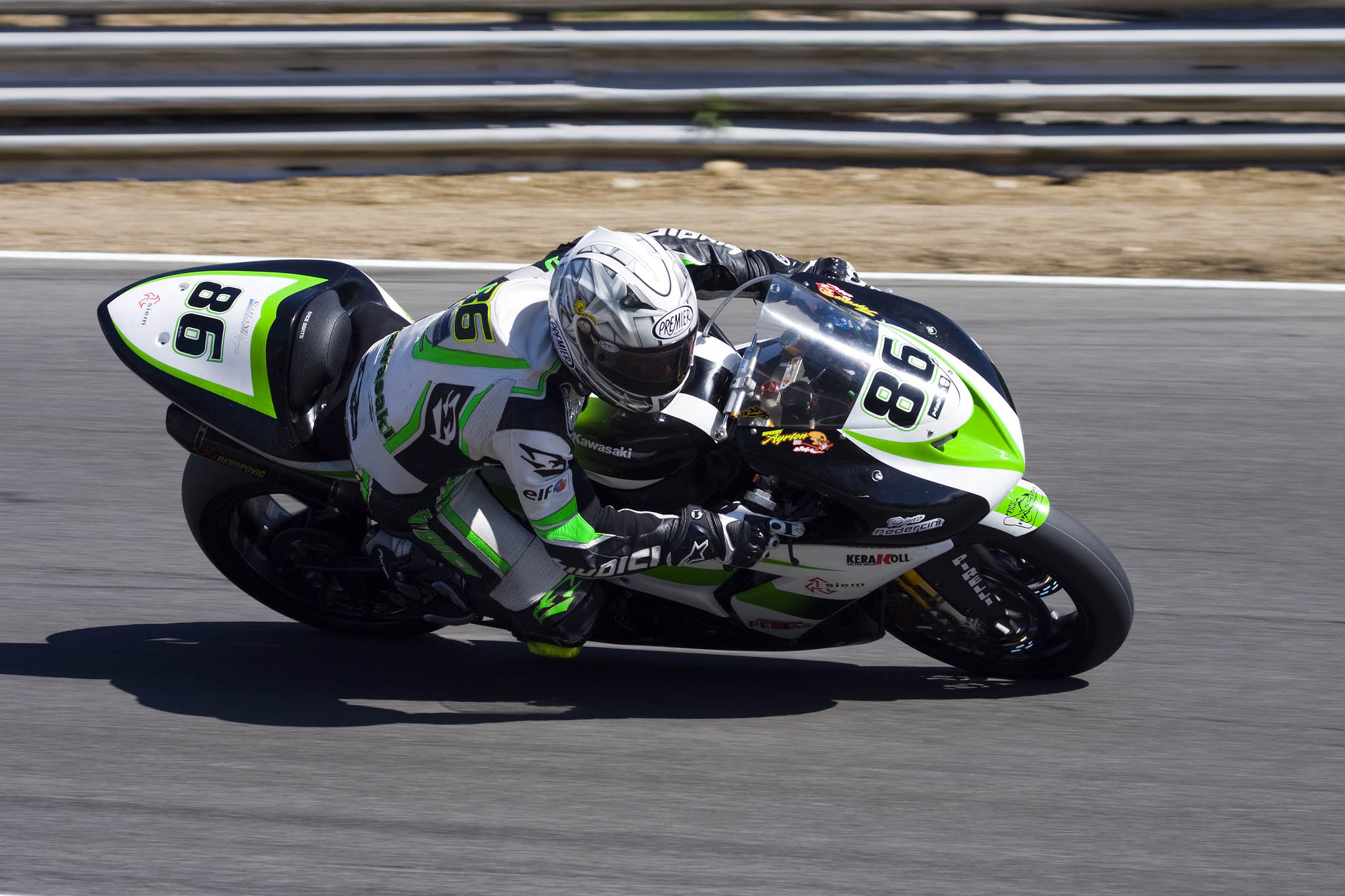
Ayrton Badovini op Brands Hatch in 2008.

In 2008 maakte Badovini de overstap naar het wereldkampioenschap superbike, waarin hij op een Kawasaki reed. Hij behaalde zijn beste resultaat met een negende plaats op Monza. Met 24 punten eindigde hij op plaats 24 in het kampioenschap. In 2009 bleef hij actief in de klasse. Na drie raceweekenden, waarin een zeventiende plaats op Valencia zijn enige finish was, werd zijn contract door het team ontbonden vanwege de kredietcrisis. Hierop stapte hij over naar het FIM Endurance World Championship, waarin hij een Yamaha deelde met Paolo Tessari en William Gruy. Het team werd negende in de eindstand, mede door een tweede plaats op de Motorsport Arena Oschersleben. Verder nam hij dat jaar deel aan twee races van de FIM Superstock 1000 Cup op een Aprilia als vervanger van Federico Biaggi tijdens twee races. Hij behaalde de pole position op het Autodromo Enzo e Dino Ferrari, maar werd in de race gediskwalificeerd nadat zijn motorfiets niet voldeed aan de technische reglementen. Op Magny-Cours nam hij deel aan de strijd om het podium, maar hij kwam ten val door een olievlek op het circuit.
In 2010 keerde Badovini terug als fulltime coureur in de FIM Superstock 1000 Cup, ditmaal op een BMW. In tien races behaalde hij negen overwinningen en een tweede plaats, waardoor hij op dominante wijze gekroond werd tot kampioen met 245 punten. Ook reed hij in de race op het Autodromo Nazionale Monza van het Italiaans kampioenschap Superstock, waarin hij de pole position, de snelste ronde en de overwinning behaalde. In 2011 kwam hij uit in het WK superbike op een BMW. Hij kwam tot scoren in elke race die hij finishte, met een vierde plaats op Misano als beste resultaat. Met 165 punten werd hij tiende in de eindstand.

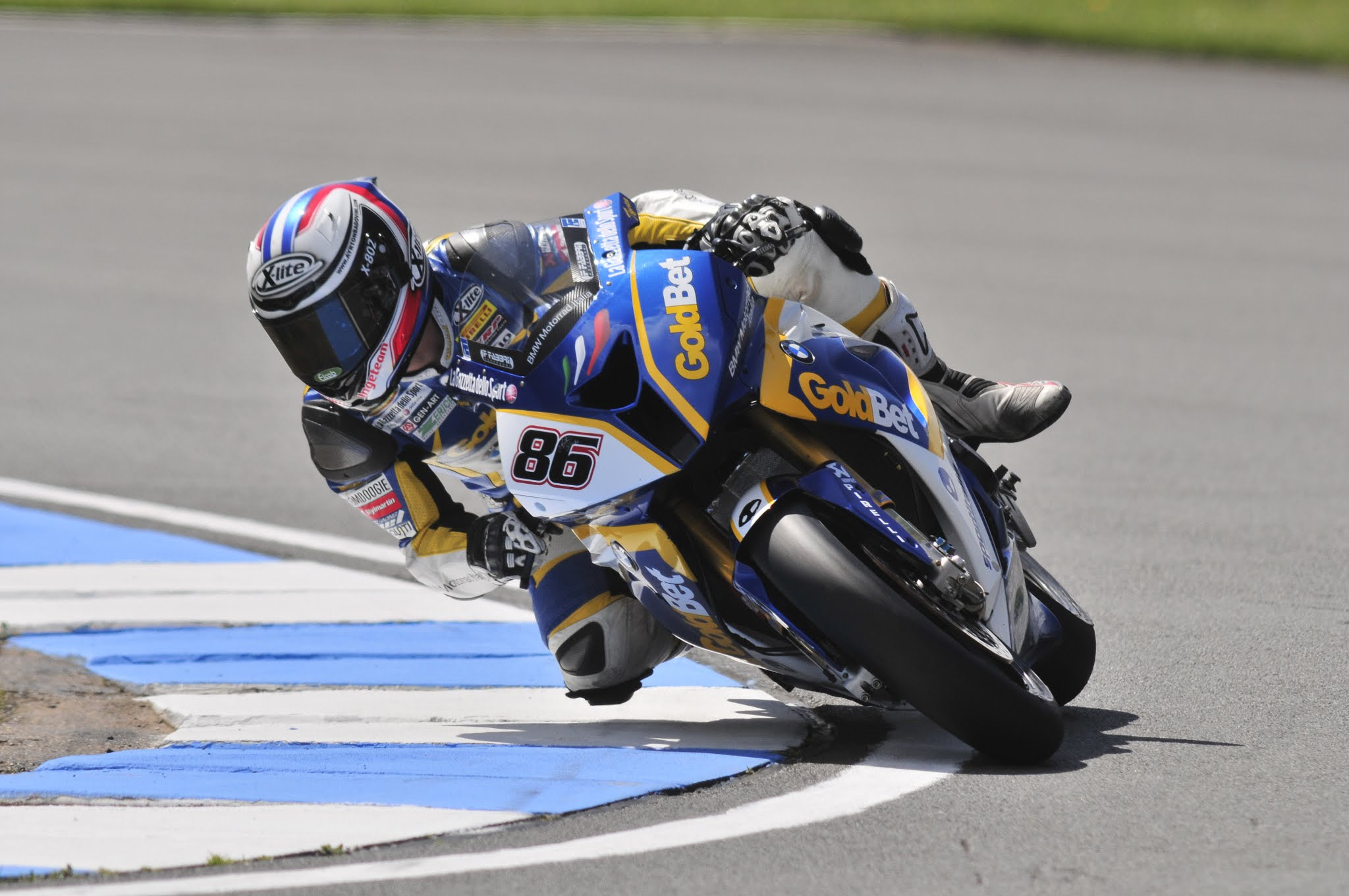
Ayrton Badovini op Donington Park in 2012.

In 2012 bleef Badovini actief in het WK superbike op een BMW. Hij behaalde zijn eerste podiumplaats in de klasse met een derde plaats op Silverstone. Met 133 punten werd hij twaalfde in het kampioenschap. In 2013 stapte hij over naar een Ducati, maar alle coureurs op deze motor kenden een teleurstellend seizoen. Badovini wist desondanks in Moskou als derde te eindigen, alvorens in Nürburg de pole position te behalen. Met 130 punten werd hij twaalfde in het klassement als de beste Ducati-coureur.
In 2014 kwam Badovini in het WK superbike uit op een Bimota in de nieuwe EVO-klasse. Hij eindigde tijdens veel races in de punten, maar doordat Bimota met hun nieuwe motorfiets nog niet aan de productie-eisen voor homologatie kon voldoen, kregen de coureurs geen punten toegedeeld. In 2015 stapte zijn nieuwe team kort voor het seizoen uit de klasse, waardoor hij op zoek moest naar een ander team. Vanaf de race op Aragón kwam hij uit op een BMW als vervanger van Sylvain Barrier. Hij behaalde zijn beste resultaten met twee vijfde plaatsen op Imola en Donington en werd met 103 punten twaalfde in de rangschikking.
In 2016 debuteerde Badovini in het wereldkampioenschap Supersport op een Honda vanaf de vierde race op Assen als vervanger van de geblesseerde Glenn Scott. In zijn derde race op Sepang behaalde hij zijn eerste overwinning in de klasse. Vervolgens behaalde hij nog een podiumfinish op Magny-Cours. Met 86 punten werd hij zesde in de eindstand. In 2017 keerde hij terug naar het WK superbike op een Kawasaki. Hij behaalde zijn beste resultaat met een negende plaats op Portimão, maar hij moest het laatste weekend op Losail missen vanwege een blessure die hij opliep tijdens het voorgaande evenement op Jerez. Met 26 punten eindigde hij op plaats 21 in het kampioenschap.
In 2018 keerde Badovini terug in het WK Supersport op een MV Agusta. Hij behaalde zijn beste resultaat met een zevende plaats op Donington en hij werd met 49 punten elfde in de rangschikking. In 2019 maakte hij de overstap naar een Kawasaki. Op Magny-Cours behaalde hij een podiumplaats. Met 65 punten werd hij tiende in het eindklassement. In 2020 reed hij geen races, maar in 2021 keerde hij terug in de motorsport in het Italiaans kampioenschap superbike, waarin hij op een BMW reed. Hij behaalde zijn beste resultaat met een vierde plaats op Imola en werd zo met 91 punten achtste in de eindstand.